# Cục Tổ chức Trung ương Đảng Cộng sản Liên Xô
Cục Tổ chức Trung ương Đảng Cộng sản Liên Xô (tiếng Nga: Центра́льная организационное бюро КПСС), còn được gọi là Orgburo (tiếng Nga: Оргбюро́), là cơ quan quản lý tổng thể công tác tổ chức của Ban Chấp hành Trung ương Đảng Cộng sản Liên Xô trong thời gian từ 1919 đến 1952. Tại Đại hội Đảng Cộng sản Liên Xô lần thứ XIX năm 1952, Cục bị xóa bỏ, mọi chức năng nhiệm vụ được chuyển cho Ban Bí thư Trung ương Đảng Cộng sản Liên Xô.

## Lịch sử
Cục Tổ chức được thành lập tại Hội nghị Trung ương Đảng ngày 19/1/1919, số lượng ủy viên Cục do Ban Chấp hành Trung ương Đảng bầu và quy định, Hội nghị đã bầu ra 3 ủy viên.
Tại Đại hội Đảng Cộng sản Nga (Bolsheviks) lần thứ VIII (8-23/3/1919) đã sửa đổi Điều lệ Đảng và thiết lập các điều khoản để bầu Bộ Chính trị, Orgburo và Ban Bí thư. Hội nghị Trung ương lần thứ nhất khóa VIII, đã bầu Orgburo mới gồm 5 ủy viên chính thức và 1 ủy viên dự khuyết ngày 25/3/1919.
Trong hệ thống Đảng, Cục chỉ xếp sau Bộ Chính trị về quyền lực. Về sau do Ban Bí thư Trung ương Đảng cũng xử lý các công việc tương tự như Cục nhưng mang tính chất liên tục hơn, trong khi các ủy viên của Cục thường phải kết hợp các nhiệm vụ tương tự với những cơ quan khác.
Dười thời gian Stalin nằm quyền, các hoạt động của Cục thực sự hợp nhất với các hoạt động của Ban Bí thư Trung ương Đảng, nhưng chính thức chỉ bị bãi bỏ năm 1952. Ở cấp độ Đảng ủy cấp dưới không thiết lập Cục tổ chức.
Số lượng ủy viên được quy định trong Orgburo thường cố định, năm 1920 quy định có 5 ủy viên,từ năm 1921 quy định 10 ủy viên, từ 1926 quy định 12 ủy viên đến khi bị xóa bỏ.

## Vai trò
Cục Tổ chức được thành lập để thực hiện công tác quản lý chung tổ chức của Đảng, tuyển cử và điều hành nhân sự, xác minh việc thực hiện các quyết định của Ban Chấp hành Trung ương và Bộ Chính trị Trung ương Đảng, thiết lập quan hệ phù hợp giữa các cơ quan Đảng và Nhà nước, công đoàn, thanh niên và các tổ chức công cộng khác; cải cách tổ chức các cơ quan Đảng.
Ngoài ra được ủy quyền để đưa ra các quyết định quan trọng về công tác tổ chức. Orgburo giám sát công việc của các Đảng ủy địa phương và được trao quyền lựa chọn và bố trí cán bộ Cộng sản. Các chức năng của Orgburo và Bộ Chính trị thường đan xen, nhưng Bộ Chính trị có quyền đưa ra quyết định cuối cùng. Trong khi Bộ Chính trị chủ yếu bận tâm với kế hoạch chiến lược và giám sát chung, Orgburo đã giúp xây dựng các chiến thuật bằng cách điều phối lực lượng Đảng thích hợp.

## Bầu cử
Theo cách tương tự như Bộ Chính trị và Ban Bí thư, Orgburo được bầu tại các phiên họp toàn thể (hội nghị Trung ương) của Ban Chấp hành Trung ương. Một trong những Bí thư Trung ương Đảng giám sát công việc của Orgburo.